# Fátima Soares
Fátima Soares (Vila Boa de Quires, 1948) é uma actriz portuguesa distinguida com o Prémio Actores de Cinema da Fundação GDA, na categoria Novo Talento, pelo seu papel em Légua, realizado por Filipa Reis e João Miller Guerra.

## Biografia
Fátima Soares nasceu no concelho de Marco de Canaveses, em Vila Boa de Quires, no dia 14 de Março de 1948. 
Passa a infância no Porto mas regressa mais tarde a Marco de Canaveses, acabando por emigrar em 2006 para o Reino Unido.  Após regressar a Portugal, inscreve-se em 2019, na Universidade Sénior do Marco, onde frequenta as aulas de teatro. 
Dois anos mais tarde, por intermédio da reitora Cármina Bernardes, da Universidade Sénior, participa nos castings para o filme Légua, dos realizadores Filipa Reis e João Miller Guerra, acabando por ser seleccionada para um dos principais papeis, o da criada Emília. 

## Prémios e Reconhecimento
Foi distinguida, em 2024, com o Prémio Actores de Cinema da Fundação GDA, na categoria Novo Talento, pelo seu papel em Légua, realizado por Filipa Reis e João Miller Guerra. 

## Filmografia
Entre a sua filmografia encontram-se: 
- 2023 - Légua, realizado por Filipa Reis e João Miller Guerra [2][8]

## Ligações Externas
- Memoriale Cinema Português | Trailer do filme Légua, de Filipa Reis e João Miller Guerra (2023)